# Winnie l'ourson : Je t'offre mon cœur
Pour plus de détails, voir Fiche technique et Distribution.
Winnie l'ourson : Je t'offre mon cœur (Winnie the Pooh: A Valentine for You) est un téléfilm de Noël d'animation des studios Disney sorti en 1999.
Basé sur les personnages d'Alan Alexander Milne, il fait partie des quatre courts téléfilms inspirés de la série télévisée Les Nouvelles Aventures de Winnie l'ourson (1988-1991) avec Winnie l'ourson : Noël à l'unisson (1991), Winnie l'ourson : Hou ! Bouh ! Et re-bouh ! (1996) et Winnie l'ourson : Thanksgiving (1998).

## Synopsis
Lorsque Winnie et ses amis découvrent que Jean-Christophe est en train d'écrire une carte de Saint-Valentin pour une fille, ceux-ci pensent qu'il est atteint de la maladie de l'amour. Winnie et toute la bande essaieront donc de guérir leur ami en trouvant un « engouement » (une luciole) pour changer les idées du garçon.

## Fiche technique
- Titre original : Winnie the Pooh: A Valentine for You
- Titre français : Winnie l'ourson : Je t'offre mon cœur
- Réalisation : Keith Ingham
- Scénario : Carter Crocker
- Direction artistique : Gabor Csakany
- Musique : Carl Johnson
  - Chansons : Richard M. Sherman et Robert B. Sherman (Winnie the Pooh), Michael et Patty Silversher (Places in the Heart)
- Production : Keith Ingham, Gary Katona
- Société de production : Walt Disney Television Animation
- Société de distribution : ABC, Buena Vista Home Video
- Pays de production :  États-Unis
- Langue originale : anglais
- Format : Couleurs - vidéo - 1,33:1 - son stéréo
- Durée : 20 minutes
- Dates de sortie : 
  - États-Unis : 13 février 1999
  - France : ?

## Distribution

### Voix originales
- Jim Cummings : Winnie the Pooh (Winnie l'ourson en VF) / Tigger (chant)
- Paul Winchell : Tigger (Tigrou en VF)
- John Fiedler : Piglet (Porcinet en VF)
- Steven Schatzberg : Piglet (chant)
- Ken Sansom : Rabbit (Coco Lapin en VF)
- Brady Bluhm : Christopher Robin (Jean-Christophe en VO)
- Frankie J. Galasso : Christopher Robin (chant)
- Andre Stojka : Owl (maître Hibou en VO)  (A Valentine for You)
- Peter Cullen : Eeyore (Bourriquet en VF)
- Michael Gough : Gopher (Grignotin en VF)
- David Warner : Narrator (le narrateur en VF)

Source : Bill Cotter

### Voix françaises
- Roger Carel : Winnie l'ourson / Coco Lapin
- Jean-Claude Donda : Winnie l'ourson (chant)
- Patrick Préjean : Tigrou
- Hervé Rey : Porcinet
- Bernard Alane : maître Hibou
- Henry Djanik : Bourriquet
- Wahid Lamamra : Bourriquet (chant)
- Guy Piérauld : Grignotin
- François Berland : Narrateur

## Sorties DVD
- 2004 : Winnie l'ourson : Je t'aime toi !, 50 min. Comprend Winnie l'ourson : Je t'offre mon cœur et deux épisodes de la série Les Nouvelles Aventures de Winnie l'ourson : Une Saint-Valentin particulière (2.5) et Les Trois Petits Porcinets (2.8).